# Elecciones estatales del Sarre de 1985
Las elecciones estatales del Sarre de 1985 fueron las elecciones del noveno Landtag de Sarre y se llevaron a cabo el 10 de marzo de 1985. El SPD obtuvo la mayoría absoluta de los escaños y pudo comenzar a gobernar en solitario con Oskar Lafontaine.

## Antecedentes
Werner Zeyer (CDU) renunció como ministro-presidente, y Oskar Lafontaine volvió a postularse como candidato del SPD.

## Resultados
| Partido | Partido | %      | Escaños |
| ------- | ------- | ------ | ------- |
|         | SPD     | 49,2   | 26      |
|         | CDU     | 37,3 % | 20      |
|         | FDP/DPS | 10,0 % | 5       |
|         | GRÜNE   | 2,50 % | —       |
|         | NPD     | 0,66 % | —       |
|         | DKP     | 0,33 % | —       |

El SPD logró ganancias electorales de casi cuatro puntos porcentuales y dos escaños, gracias a los que alcanzaron la mayoría absoluta de los escaños. La CDU sin embargo, perdió siete puntos porcentuales y tres escaños y alcanzó el 37,3%, su peor resultado desde 1960. 
El FDP/DPS sin embargo, pudo aumentar en más de tres puntos porcentuales y alcanzar el 10,0% por primera vez desde 1960. Los Verdes obtuvieron el 2,5% (perdida del 0,4%, frente al 2,9% de la elección anterior), el NPD el 0,7% y el DKP el 0,3%, por lo que ninguno de los tres partidos entró al parlamento.
La participación se estancó en el 85.0%.
Dado que el SPD contaba con una mayoría absoluta, Oskar Lafontaine fue elegido por primera vez como ministro-presidente, siendo además el primer ministro-presidente socialdemócrata de Sarre. Encabezó el gobierno en mayoría del SPD.